# Veležralokovití
Veležralokovití (Rhincodontidae) je čeleď žraloků z řádu malotlamců, jejímž jediným recentním zástupcem je žralok obrovský (Rhincodon typus). Z fosilního záznamu je ještě znám rod Palaeorhincodon.
Typickými znaky čeledi jsou velká tlama na konci přední části hlavy, obrovské žaberní štěrbiny, kdy je 4. a 5. štěrbina dobře oddělená, oči na boku těla a redukované malé zuby uspořádané v několika řadách. Žralok obrovský dosahuje 14 a výjimečně snad až 18 m, což představuje zdaleka největší rybu na světě.